# Сатановка (Хмельницкая область)
Сатановка (укр. Сатанівка) — село в Городокском районе Хмельницкой области Украины.
Население по переписи 2001 года составляло 581 человек. Почтовый индекс — 32034. Телефонный код — 3251. Занимает площадь 1,803 км². Код КОАТУУ — 6821289405.

## Местный совет
32030, Хмельницкая обл., Городокский р-н, с. Юринцы, ул. Соборная, 29